# 笑穴亭
笑穴亭（わらあなてい）は、大阪府大阪市西心斎橋にある焼肉五苑の店内にかつて存在したお笑い劇場である。
2009年4月29日にオープンし、2016年9月30日に閉館した。
主に『昼寄席』と呼ばれるお笑いライブを開催する。12時、14時、16時の三回公演。料金は500円で、公演時間は30分〜1時間ほどである。ライブの内容は、主に漫才、コントなどのネタを披露する。